# Cyklon Regina
Cyklon Regina lub Tornado Regina – tornado, które w niedzielę 30 czerwca 1912 zniszczyło miasto Regina w Saskatchewan w Kanadzie. Było najbardziej niebezpiecznym tornadem w historii Kanady z 28 ofiarami śmiertelnymi. Około 16:50 chmury leja uformowały się i zaczęły przedzierać się przez południową część miasta, przez dzielnicę mieszkalną między jeziorem Wascana oraz Victoria Avenue, a następnie docierając do dzielnicy biznesowej, stacji kolejowej, dzielnicy magazynowej aż do północnej mieszkaniowej dzielnicy miasta. Tornado osiągnęło siłę F4 w Skali Fujity.